# Прва петолетка (СССР)
Први петогодишњи план (рус. I пятилетний план) Савеза Совјетских Социјалистичких Република (СССР) је била листа економских циљева коју је креирао генерални секретар Комунистичке партије Јосиф Стаљин, на основу његове политике социјализма у једној земљи. План је спроведен 1928. године и важио је до 1932.
Совјетски Савез је ушао у серију петогодишњих планова који су почели 1928. под влашћу Јосифа Стаљина. Стаљин је покренуо оно што ће касније бити названо „револуцијом одозго” како би побољшао унутрашњу политику Совјетског Савеза. Политика је била усредсређена на брзу индустријализацију и колективизацију пољопривреде. Стаљин је желео да уклони и замени све политике креиране у оквиру Нове економске политике.
План је, у целини, био да се Совјетски Савез трансформише из слабе, лоше контролисане пољопривредне државе у индустријску силу. Иако је визија била велика, њено планирање је било неефикасно и нереално с обзиром на кратко време дато за постизање жељених циљева.

## Наслеђе
Бројне улице и тргови у већим руским градовима носе називе по плану, укључујући Улицу Прве петолетке у Чељабинску и Волгограду и Трг прве петолетке у Јекатеринбургу . Први петогодишњи план довео је до наглог пораста становништва у совјетским градовима. Најмање 23 милиона совјетских сељака уселило се у градове, а становништво Москве порасло је за скоро 60 процената. Велики део урбанизације Совјетског Савеза настао је због депортације сељака из села. Од 1929. до 1931. године, 1.4 милиона сељака је депортовано у градове